# Freedom Scientific

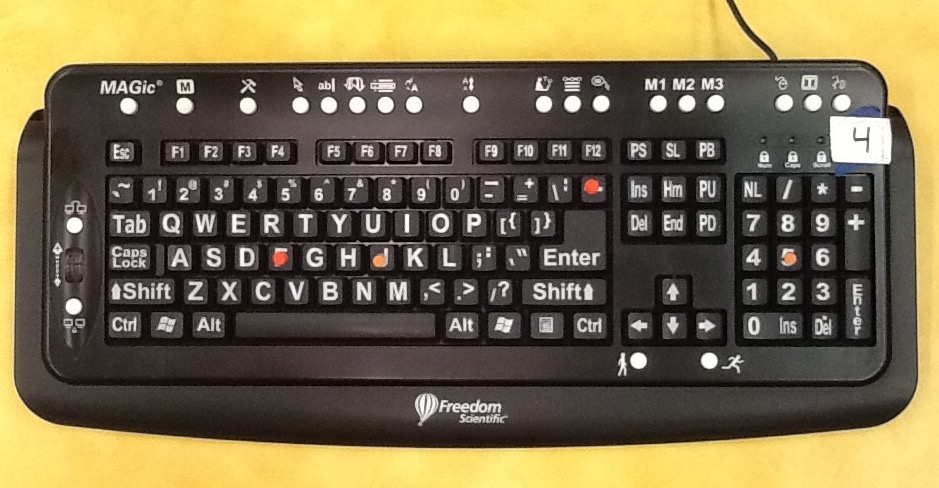
El teclado tiene elementos táctiles y diseño grande y teclas especiales para personas con discapacidad visual.

Freedom Scientific es una corporación que investiga, crea, y vende tecnología pensada para personas ciegas o con ceguera parcial y para personas con dificultades en el aprendizaje. Entre los productos del grupo Blind and Low Vision (ceguera y ceguera parcial) de la compañía se encuentra software y hardware diseñado para ayudar a personas con ceguera parcial a trabajar con ordenadores, organizar información y trabajar con materiales impresos. El grupo Learning Systems (sistemas de aprendizaje) desarrolla herramientas para ayudar a trabajar mejor con materiales escritos a personas con problemas para leer y/o escribir. 
Freedom Scientific fue creada en abril de 2000 tras la fusión de Henter-Joyce, Blazie Engineering, y Arkenstone, Inc. Henter-Joyce, fundada en 1987 por Ted Henter, era conocida por el lector de pantalla JAWS y el amplificador de imagen de pantalla MAGic para el ordenador. Blazie Engineering, fundada en 1986 por Deane Blazie, era conocida por softwares relacionados con el braille. Arkenstone, fundada en 1989 por Jim Fruchterman era conocida por producir software que escanea páginas permitiendo que los ciegos puedan leer libros y documentos impresos mediante sintetizadores de voz y visualizadores de braille. Freedom Scientific aún vende todos estos productos, y su tecnología sigue expandiéndose. Los fundadores de las tres compañías siguen trabajando como directores. El presidente y director ejecutivo es el Dr. Lee Hamilton. El cuartel general está en San Petersburgo (Florida), USA and it has a computer lab in Palo Alto, California. Su central europea está en Tägerwilen, Suiza, con un centro de apoyo en Hamburgo, Alemania.

## Productos
Algunos de sus productos son:
- JAWS, un lector de pantalla.
- MAGic, un ampliador de imagen de pantalla.
- Connect Outloud, una versión reducida de JAWS diseñada para un uso básico de web.
- OpenBook, una aplicación de lectura y escaneo.
- PAC Mate, un ordenador de bolsillo o PDA que incorpora voz y/o braille basado en JAWS.
- Dispositivo Braille.